# Список глав государств в 101 году
| 100 ← Список глав государств по годам → 102 |

## Африка
- Мероитское царство (Куш) — Терикенивал, царь (85 — 103)

## Азия
- Анурадхапура — Васабха, царь (66 — 110)
- Армения Великая — Санатрук I, царь (88 — 110)
- Иберия — Картам, царь (75— 106)
- Индо-парфянское царство — Пакор, царь (100 — 135)
- Китай (Династия Восточная Хань) — Хэ-ди (Лю Чжао), император (88 — 106)
- Корея (Период Трех государств):
  - Когурё — Тхэджохо, тхэван (53 — 146)
  - Пэкче — Киру, король (77 — 128)
  - Силла — Пхаса, исагым (80 — 112)
- Кушанское царство — Вима Кадфиз, царь (ок. 95 — ок. 127)
- Набатейское царство — Раббэль II Сотер, царь  (70 — 106)
- Осроена — Санатрук I, царь  (91 — 109)
- Парфия — Пакор II, шах (78 — 105)
- Сатавахана — Шивасвати Сватикарни,  махараджа (84 — 112)
- Харакена — 
  - Пакор II, царь (80/81 — 101/102)
  - Аттамбел VI, царь (101/102 — 105/106)
- Хунну — Тань, шаньюй (98—124)
- Элимаида — Камнаскир-Ород,  царь (ок. 100 — ок. 120)
- Япония — Кэйко, тэнно (император) (71 — 130)

## Европа
- Боспорское царство — Савромат I, царь  (90 — 123)
- Дакия — Децебал, вождь  (87 — 106)
- Ирландия — Туатал Техтмар, верховный король (76 — 106)[1]
- Римская империя:
  - Траян, римский император (98 — 117)
  - Траян, консул (101)
  - Квинт Арцикулей Пет, консул (101)

## Галерея

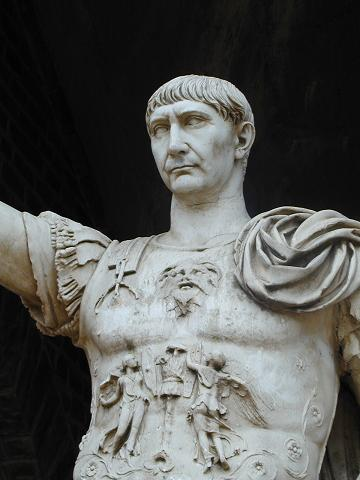
Марк Ульпий Траян 98—117 Император Римской империи
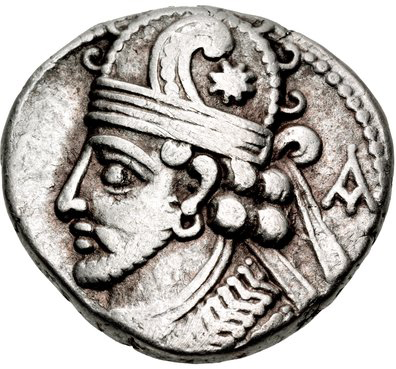
Пакор II 78—105 Шах Парфии
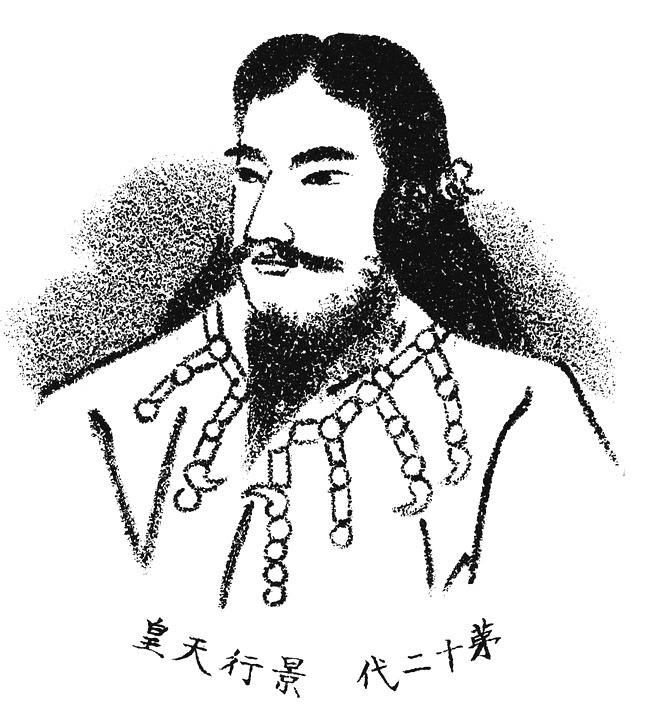
Кэйко 71—130 Император Японии
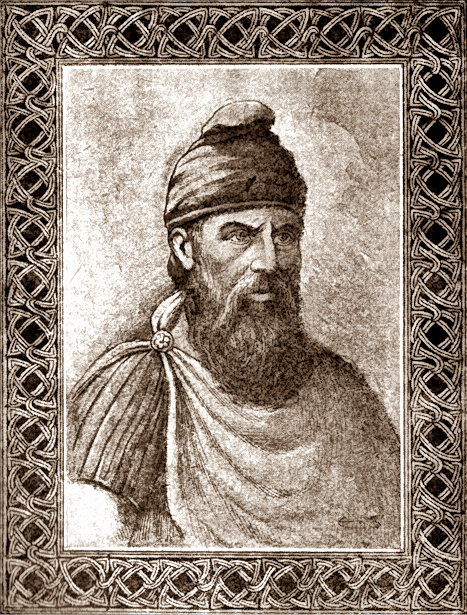
Децебал 87—106 Вождь даков